# 뿔종다리

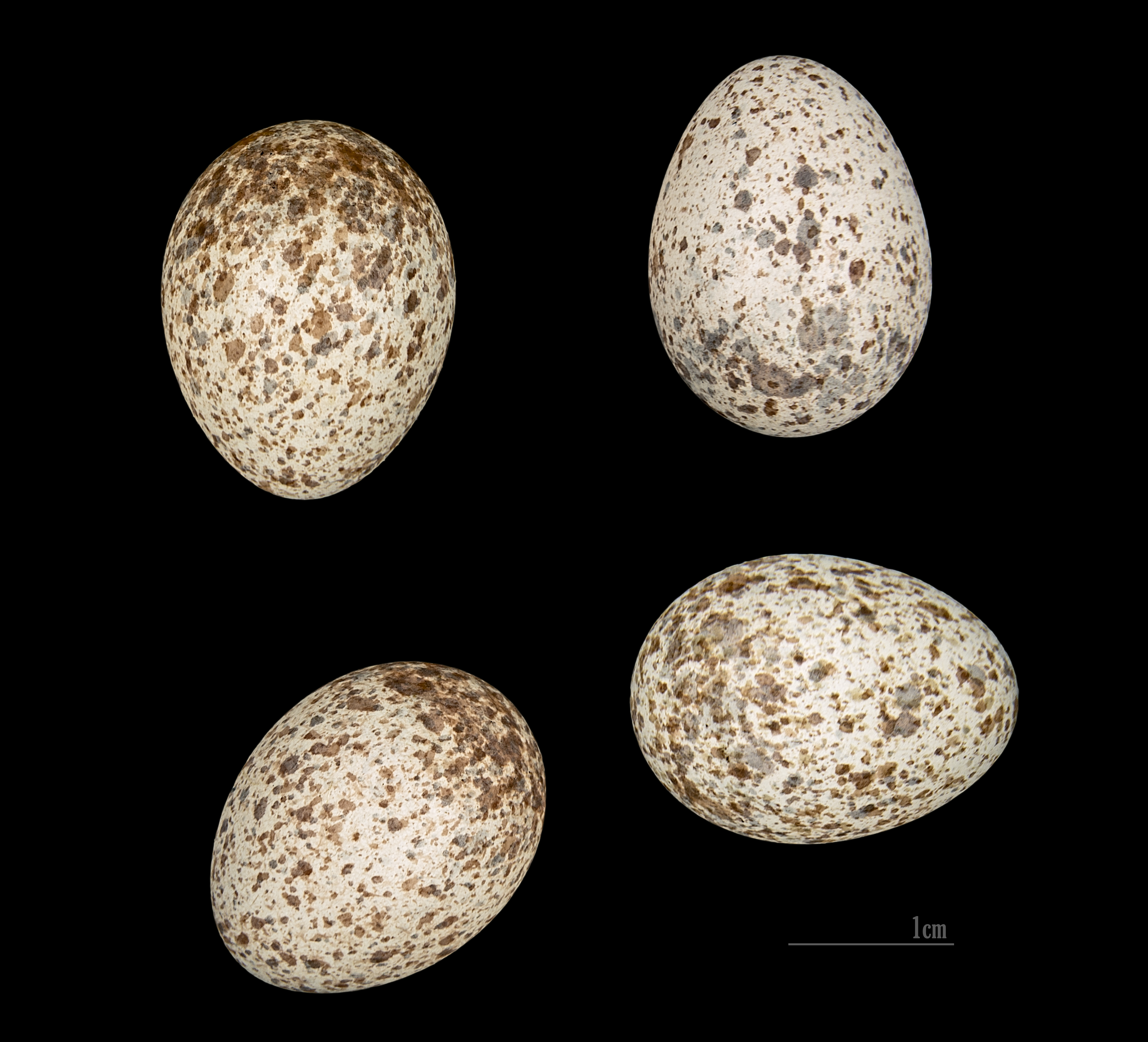
Galerida cristata

뿔종다리(crested lark)는 참새목 종다리과의 한 종으로, 대한민국에서는 매우 희귀한 텃새이다. 생김새는 종다리와 비슷하며, 종다리와 다르게 날개에 흰 부분이 없다. 이름처럼 머리에 뿔처럼 생긴 댕기깃이 있다. 또한 몸의 빛깔은 회갈색이며, 가슴과 몸의 윗면에는 세로무늬가 존재한다.
암수의 외형이 비슷하며, 등은 갈색 바탕에 어두운 반점이 있고, 날 때에는 폭이 넓고 둥근 날개와 짧은 꼬리가 보인다. 초지, 풀밭 등 들판에서 작은 무리를 이루어 생활하며, 4월부터 산란하는데, 산란수는 4~5개이다. 암수가 교대로 포란하며 포란일수는 12~13일이다. 2007년 충난 서산 대섬에서 1쌍 번식 기록이 있으나, 현재는 국내에서 거의 멸종된 것으로 판단된다. 간척, 농경으로 인한 서식지 파괴와 농약 사용 등이 주요 서식 위협요인이다. 그 이후로 한동안 자취를 감추었던 뿔종다리는 2022년 10월 부천 대장동에서 1마리가 관찰되었고, 2022년 12월엔 강화군 교동도에서도 관찰되었다.
대한민국에서는 멸종위기 야생생물 Ⅱ급으로 지정하여 보호하고 있다.